# Flora Kendrick
Florence Ada Kendrick, mais tarde Flora Shipp, (1880-1969) foi uma artista britânica, notável tanto como pintora de aquarela quanto como escultora de bustos e estatuetas de bronze.

## Biografia
Kendrick nasceu em Margate, no sul da Inglaterra, e o seu pai, Joseph Thomas Kendrick, foi um gravurista por conta própria. Kendrick estudou no Royal College of Art em Londres e, de 1910 a 1957, exibiu regularmente esculturas e retratos na Royal Academy. Ela também expôs no Salão de Paris, na Academia Real do Oeste da Inglaterra e na Escócia, no Instituto Real de Belas Artes de Glasgow e na Academia Real Escocesa. De 1908 a 1919 Kendrick expôs com a Society of Women Artists e foi eleita membro associado da Royal Society of British Sculptors.
Em Kendrick casou-se com o crítico e historiador de arte Horace Shipp. Ao longo de muitos anos viveu em Hampstead, no norte de Londres, onde viria a falecer em 1969.